# Starset
Starset is een Amerikaanse rockband uit Columbus die in 2013 werd opgericht.

## Geschiedenis
De band startte in 2013 met Dustin Bates. Hij bedacht een achtergrondverhaal voor de band die een thematische basis vormt voor hun muziek en multimedia.
Hun debuutalbum Transmissions kwam uit op 8 juli 2014. Er werden vervolgens drie singles uitgebracht. Een tweede album Vessels kwam uit op 26 januari 2016. Op 13 mei 2019 kondigde Starset hun derde album Divisions aan, dat op 13 september 2019 verscheen. Hun vierde album, Horizons, is verschenen op 22 oktober 2021. Er werden eveneens tourdata bekend voor Europa.

## Bandleden
- Dustin Bates - zang, keyboards
- Ron DeChant - basgitaar, zang
- Brock Richards - gitaar, zang
- Adam Gilbert - drums

## Discografie

### Studioalbums
- Transmissions (2014)
- Vessels (2017)
- DIVISIONS (2019)
- HORIZONS (2021)

### Singles
- My Demons (2013)
- Carnivore (2014)
- Halo (2015)
- Monster (2016)
- Satellite (2017)
- Ricochet (2018)
- Manifest (2019)
- Where The Skies End (2019)
- Stratosphere (2019)
- Trials (2020)
- Infected (2021)
- The Breach (2021)
- Leaving This World Behind (2021)
- Earthrise (2021)
- Waiting On The Sky To Change feat. Breaking Benjamin (2022)